# شیولیا
شیولیا (به لاتین: Shivlya) یک منطقهٔ مسکونی در جمهوری آذربایجان است که در شهرستان لریک واقع شده‌است.